# Semomesia siccata
Semomesia siccata är en fjärilsart som beskrevs av Hans Ferdinand Emil Julius Stichel 1919. Semomesia siccata ingår i släktet Semomesia och familjen Riodinidae. Inga underarter finns listade i Catalogue of Life.